# Gevelsberg
Gevelsberg är en stad i Ennepe-Ruhr-Kreis i Regierungsbezirk Arnsberg i förbundslandet Nordrhein-Westfalen i Tyskland.  Motorvägen A1 passerar förbi staden.